# Лимнофильные животные
Лимнофильные животные (от греч. límne — озеро, пруд и philéo — люблю) — животные стоячих водоёмов (прудов или озёр). Могут обитать на дне водоёма (лимнобентос), пассивно перемещаться в толще воды (лимнопланктон) или активно плавать в толще воды (лимнонектон). Лимнофильные животные противопоставляются реофильным животным, жителям текучих водоёмов — ручьёв и рек. Лимнофильные животные отличаются от них меньшей требовательностью к количеству кислорода в воде, их тело обычно не уплощено и нет органов прикрепления к субстрату.

## См.также
- экстримофильные животные
- атмосферные животные